# Liste d'élections en 1943
Chronologie des élections
- 1939
- 1940
- 1941
- 1942
- 1943
- 1944
- 1945
- 1946
- 1947

Cette liste recense les élections organisées durant l'année 1943. Elle inclut les élections législatives et présidentielles nationales dans les États souverains, ainsi que les référendums au niveau national.
La Seconde Guerre mondiale se poursuit ; la majeure partie de l'Europe est occupée par les puissances nazie et fascistes, ce qui y interrompt la poursuite de tout processus démocratique.

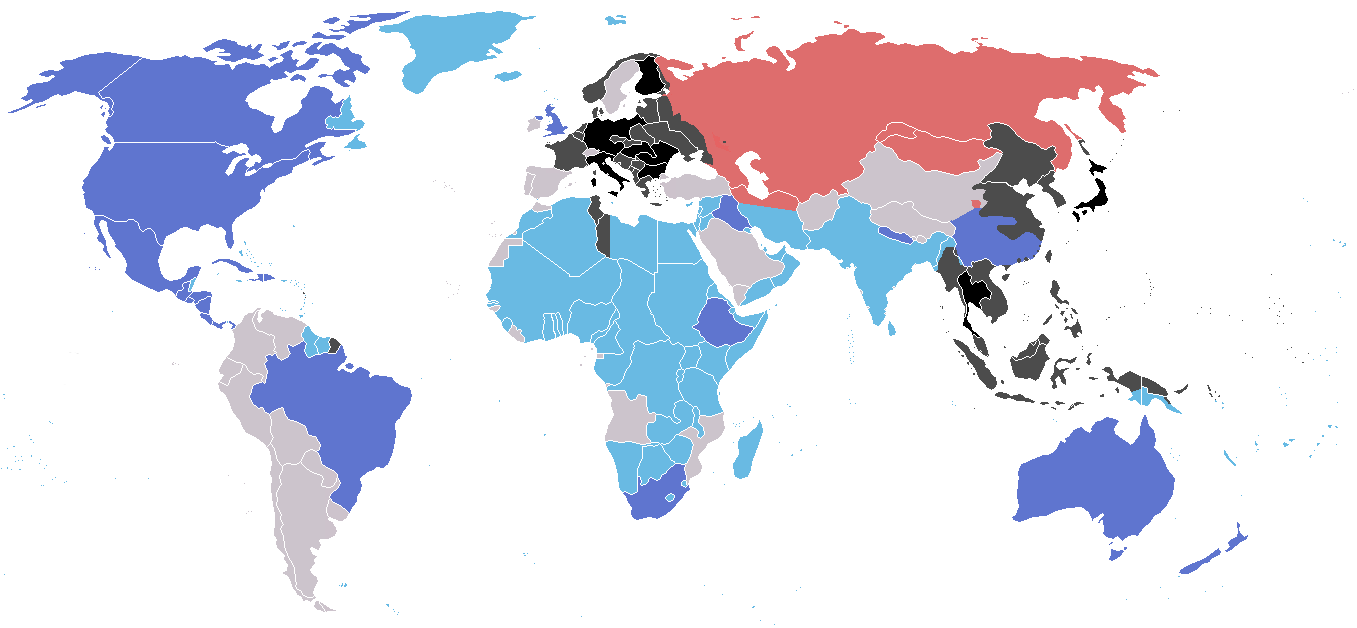
Le monde en janvier 1943. En bleu foncé, les Alliés du monde occidental, plus la Chine, le Népal, l'Irak et l'Éthiopie. En bleu clair, leurs colonies. En rouge, l'Union soviétique (membre des Alliés), le Tannou-Touva et la Mongolie. En noir, les membres de l'Axe : Allemagne, Italie, Japon, Bulgarie, Hongrie, Roumanie, Yougoslavie, Finlande, et Thaïlande. En gris foncé, les pays et territoires occupés par les forces de l'Axe - dont la France et une partie de la Chine et de l'Union soviétique. En gris clair, les États neutres - dont la Suisse, l'Irlande, la Suède et la Turquie parmi les démocraties, et l'Espagne, le Portugal et Saint-Marin parmi les dictatures d'extrême-droite.

## Par mois

### Janvier
Il n'y a pas d'élection nationale en janvier 1943.

### Février
| Date       | Pays    | Élections    | Notes                                            | Résultats |
| ---------- | ------- | ------------ | ------------------------------------------------ | --- |
| 28 février | Turquie | Législatives | La Turquie est un État neutre pendant la guerre. | Il n'existe pas encore de partis d'opposition. Le Parti républicain du peuple (social-démocrate, kémaliste, progressiste, laïc) remporte donc aisément l'élection. Şükrü Saracoğlu demeure premier ministre. |

### Mars
| Date    | Pays     | Élections    | Notes | Résultats |
| ------- | -------- | ------------ | --- | --- |
| 21 mars | Colombie | Législatives | | Le Parti libéral conserve sa majorité absolue des sièges. |
| 23 mars | Danemark | Législatives | Élection des deux chambres du Parlement. Le pays est sous occupation militaire allemande, mais maintient des élections multipartites. Le Parti communiste est toutefois interdit. | Parlement sans majorité. Les Sociaux-démocrates conservent leur majorité relative dans les deux chambres. Le Parti nazi ne progresse pas, ne conservant que les trois sièges (sur cent-quarante-neuf) qu'il avait déjà. Erik Scavenius (Parti social-libéral) demeure premier ministre. Durant l'été, des grèves générales et des mouvements de désobéissance civile éclatent contre l'occupation allemande. Le 29 août, les Allemands dissolvent le gouvernement danois et placent le pays sous loi martiale. |

### Avril
Il n'y a pas d'élection nationale en avril 1943.

### Mai
| Date  | Pays    | Élections      | Notes | Résultats                                                                         |
| ----- | ------- | -------------- | --- | --------------------------------------------------------------------------------- |
| 4 mai | Liberia | Présidentielle | Le Liberia à cette date n'est pas une démocratie. Bien que les partis d'opposition ne soient pas interdits en principe, le pays fonctionne de facto comme un État à parti unique. Le droit de vote est réservé aux descendants des colons noir-américains, excluant la population autochtone. Les femmes, quelle que soit leur appartenance ethnique, n'ont pas non plus le droit de vote. Le Liberia en 1943 est neutre en relation à la guerre. | Seul candidat, William Tubman (parti True Whig : droite) est élu automatiquement. |

### Juin
| Date    | Pays    | Élections    | Notes | Résultats |
| ------- | ------- | ------------ | --- | --- |
| 23 juin | Irlande | Législatives | L'Irlande est un État neutre durant la guerre ; il est le seul État membre du Commonwealth à ne pas rejoindre le camp des Alliés. | Le parti Fianna Fáil (centre-droit) perd sa majorité absolue des sièges, mais conserve la majorité relative. Éamon de Valera demeure premier ministre. |

### Juillet
| Date      | Pays                   | Élections    | Notes | Résultats |
| --------- | ---------------------- | ------------ | --- | --- |
| 7 juillet | Union d'Afrique du Sud | Législatives | Le pays participe à la guerre dans le camp des Alliés. Le droit de vote en Afrique du Sud à cette date varie selon les provinces. Seuls les Blancs peuvent être élus. Dans tous le pays, tous les Blancs, hommes et femmes, ont le droit de vote. Aucune femme non-blanche n'a le droit de vote. Aucun homme non-blanc non plus dans les provinces de Transvaal et d'Orange. Dans la province du Cap et la province de Natal, les hommes non-blancs peuvent voter à condition de savoir lire, et de remplir les conditions d'un suffrage censitaire. Les hommes qui ne sont considérés ni blancs, ni noirs (par exemple, d'origine asiatique) y votent sur les mêmes listes électorales que les Blancs ; les Noirs, à l'inverse, sont confinés à leur propre liste électorale, et élisent au total trois députés (blancs) pour représenter leurs intérêts. | Le Parti uni (conservateur, libéral) conserve la majorité absolue des sièges. Jan Smuts demeure premier ministre. |

### Août
| Date    | Pays      | Élections    | Notes | Résultats |
| ------- | --------- | ------------ | --- | --- |
| 15 août | Mexique   | Législatives | | Le Parti de la révolution mexicaine (corporatiste, centriste), au pouvoir, remporte tous les sièges. Avec 5,3 % des voix, le Parti action nationale (catholicisme social), seul autre parti à se présenter, n'en obtient donc aucun. |
| 21 août | Australie | Législatives | Le pays participe à la guerre dans le camp des Alliés. Renouvellement de l'ensemble de la Chambre des représentants et de la moitié du Sénat. | Le Parti travailliste (gauche), qui disposait d'une majorité relative, remporte cette fois la majorité absolue des sièges aux deux chambres. John Curtin demeure premier ministre. |
| 29 août | Liban     | Législatives | Élections de préparation à l'indépendance. Le pays est sous administration de la France libre depuis 1941.                                    | La plupart des députés sont élus sans étiquette. Riad El Solh devient président du conseil des ministres. Le 8 novembre, l'assemblée issue de ces élections déclare l'indépendance du Liban. Les autorités françaises au Liban font brièvement emprisonner le gouvernement indépendantiste, puis acceptent de reconnaître la souveraineté du pays. |

### Septembre
| Date               | Pays             | Élections    | Notes | Résultats |
| ------------------ | ---------------- | ------------ | --- | --- |
| 5 septembre        | Saint-Marin      | Législatives | Le régime fasciste s'effondre à la suite d'une grande manifestation le 28 juillet. Les partis anti-fascistes s'allient en une liste unique de candidats pour ce scrutin. | L'État démocratique issu de ces élections demeure neutre pendant la guerre, mais accueille un grand nombre de réfugiés fuyant le conflit. Une république fasciste est toutefois rétablie en janvier 1944. |
| 24 et 25 septembre | Nouvelle-Zélande | Législatives | Le pays participe à la guerre dans le camp des Alliés. | Le Parti travailliste (gauche) conserve la majorité absolue des sièges. Peter Fraser demeure premier ministre.                                                                                            |

### Octobre
| Date       | Pays   | Élections    | Notes                                           | Résultats |
| ---------- | ------ | ------------ | ----------------------------------------------- | --- |
| 31 octobre | Suisse | Législatives | La Suisse est un État neutre pendant la guerre. | Parlement sans majorité. Alternance. Le Parti socialiste obtient la majorité relative des sièges au Conseil national, devançant le Parti radical-démocratique (centre-droit, libéral). Au Conseil des États, le Parti populaire conservateur conserve la majorité relative. |

### Novembre
Il n'y a pas d'élection nationale en novembre 1943.

### Décembre
Il n'y a pas d'élection nationale en décembre 1943.